# Dolany (ort i Tjeckien, Plzeň, lat 49,44, long 13,25)
Dolany är en ort i Tjeckien.   Den ligger i regionen Plzeň, i den västra delen av landet, 110 km sydväst om huvudstaden Prag. Dolany ligger 385 meter över havet och antalet invånare är 913
Terrängen runt Dolany är platt åt sydost, men åt nordväst är den kuperad. Dolany ligger nere i en dal.Runt Dolany är det ganska tätbefolkat, med 62 invånare per kvadratkilometer. Närmaste större samhälle är Klatovy, 6,3 km sydost om Dolany. Trakten runt Dolany består till största delen av jordbruksmark.

## Galleri

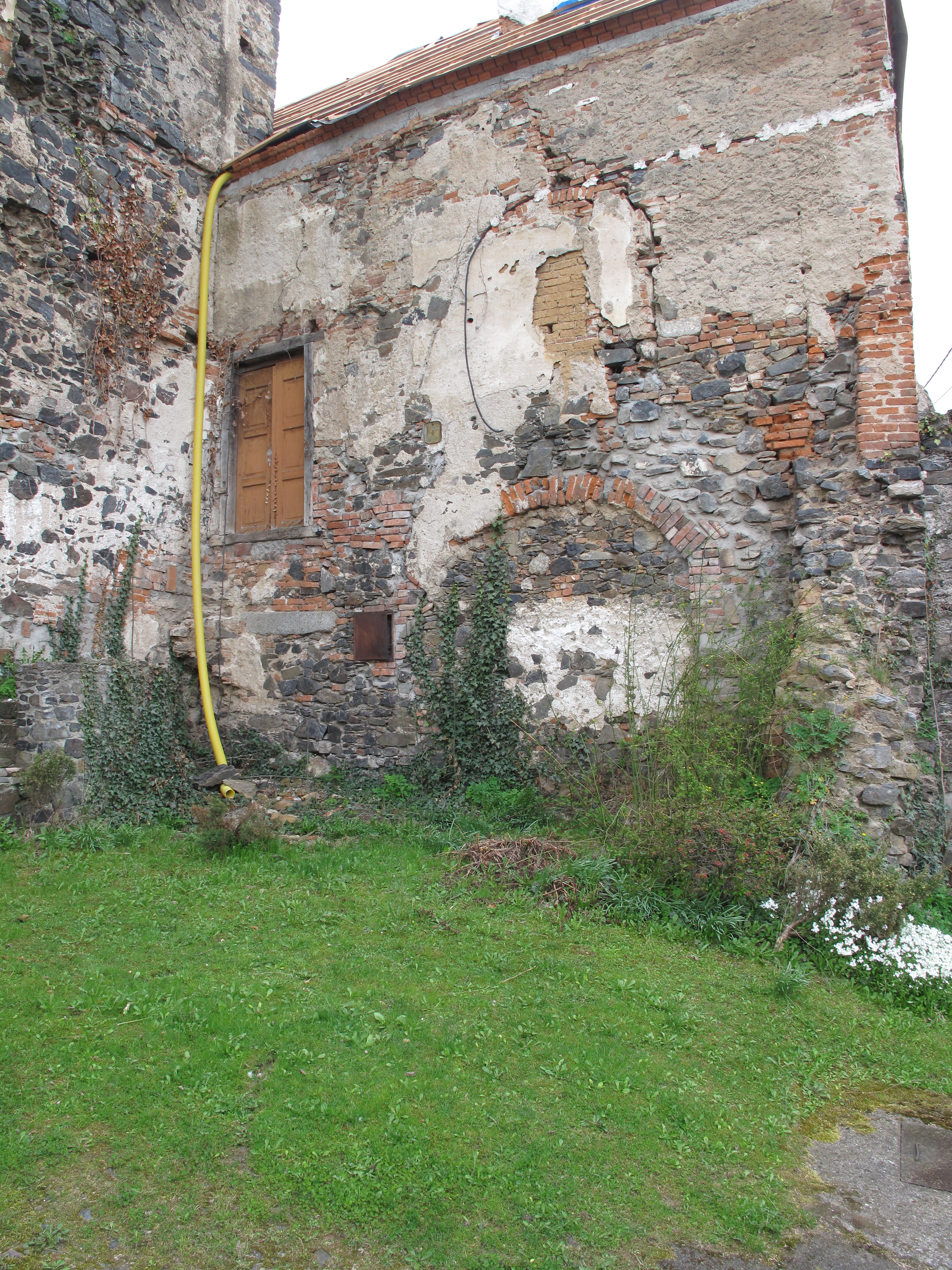
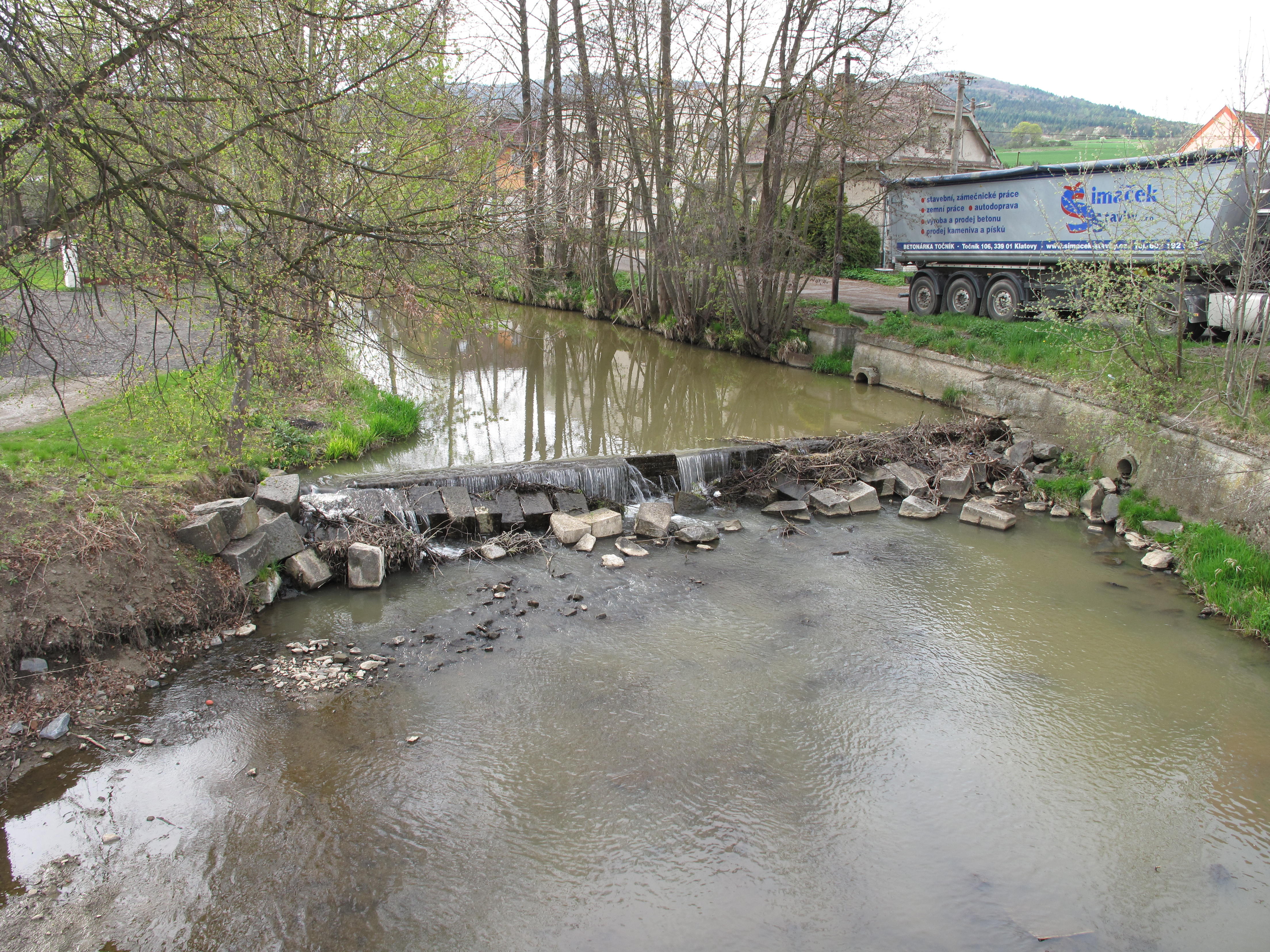
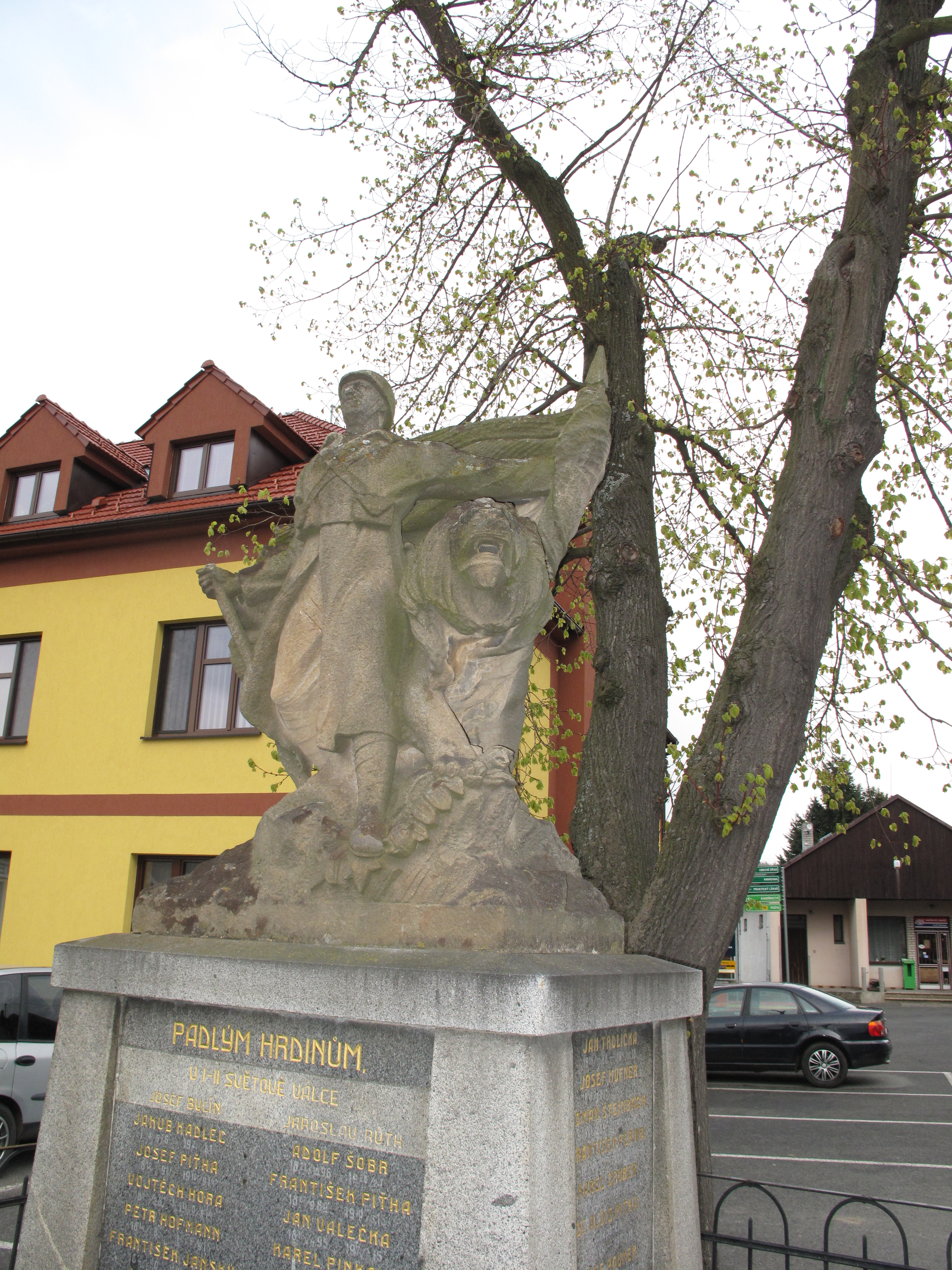